# Det är så gott att om Jesus sjunga
Det är så gott att om Jesus sjunga är en psalmtext som finns i olika versioner och med olika författare angivna som upphovsmän i skilda psalmböcker. Möjligen kan det bero på en sammanblandning mellan publicering och faktiskt upphov. Anders Nilssons text i sju strofer trycktes i sin ursprungliga form första gången i tidskriften "Söndagsskolan" nr 8, 1860 med titelraden "Vad det är gott att med ledig tunga". Sången med den melodi som senare använts trycktes enligt Oscar Lövgren, första gången i Engelkes Lofsånger och Andeliga Wisor 1874. I 1877 års upplaga av samma serie anges ingen upphovsman, trots att Engelke tillskriver sig själv andra psalmers upphov. I Svenska Missionsförbundets sångbok 1920 anges Fredrik Engelke som författare. I Lewi Pethrus version av pingströrelsens Segertoner 1930 av den herrnhutiske prästen och psalmförfattaren Anders Carl Rutström. En psalmtext med samma inledningsrad uppges i Lova Herren 1988 vara författad av Anders Nilsson i Habo, verserna 1 och 4 år 1860, samt verserna 2-3 och 5-9 av Per August Olsson år 1861 och därtill ha bearbetats 1862 av okänd författare. Oscar Lövgren anger Anders Nilsson som ursprunglig upphovsman med sannolik bearbetning av Per August Olsson vid dennes publicering i skriften Guds Barns Uppmuntringar under hemvägen till Zion, 1861. I Psalmer och sånger 1987 bearbetades texten 1948 och 1985 av Harry Lindström.

## Publicerad i
Version utan känd författare angiven
- Nr 86 i Lovsånger och andeliga visor 1877 med 13 verser och psalmtiteln "Sions barns glädjesång".
- Nr 230 i Guds lov 1935 under rubriken "Sånger om frälsningen"
- Nr 641 i Psalmer och sånger 1987 under rubriken "Att leva av tro - Glädje - tacksamhet".[2]
- Nr 560 i Segertoner 1988 under rubriken "Att leva av tro - Glädje - tacksamhet".[1]
- Nr 89 i Sions Sånger 1951
- Nr 89 i Sions Sånger 1981 under rubriken "Guds nåd i Kristus"

Engelkes version
- Nr 88 i Sionstoner 1889 under rubriken "Sånger om frälsningen. Frälsningen i Kristus" (8 v).
- Nr 239 i Svenska Missionsförbundets sångbok 1894 under rubriken "Guds frälsande nåd. Trossvisshet" och "Engelkes sånger" som ursprung med 9 verser.
- Nr 271 i Svenska Missionsförbundets sångbok 1920 under rubriken "Guds verk genom den Helige Ande. Trosvisshet" (7v).
- Nr 136 i Sionstoner 1935 under rubriken "Frälsningens grund i Guds kärlek och förverkligande genom Kristus"

Rutströms version
- Nr 3 i Segertoner 1930 under rubriken "Glädje och lovsång" (6 v).

Olssons version
- Nr 617 i Lova Herren 1988 under rubriken "Guds barns tacksägelse och lovsång" (9 v).

### Fotnoter
1. 1 2  Heinerborg, Karl-Erik; Lennart Jernestrand (1988). Segertoner melodisångbok. Stockholm: Förlaget Filadelfia. Libris 911558
2. 1 2   Psalmer och sånger. Örebro: Libris. 1987. Libris 7623713. ISBN 91-7214-134-4